# Article 6 de la Charte canadienne des droits et libertés
L'article 6 de la Charte canadienne des droits et libertés est l'article de la Charte des droits de la Constitution du Canada qui protège la liberté de circulation et d'établissement des citoyens canadiens, et dans une moindre mesure celle des résidents permanents. Par « liberté de circulation et d'établissement », l'article entend la pratique individuelle d'entrer au Canada et d'en sortir, et de se déplacer à l'intérieur de ses frontières. Cet article est sujet à l'article 1, mais ne peut être outrepassé par la disposition de dérogation.
De même que les droits linguistiques garantis par la Charte (articles 16 à 23), l'article 6 a pour but de protéger l'unité canadienne.

## Texte
Sous la rubrique Liberté de circulation et d'établissement, l'article se lit comme suit :

« 6.(1) Tout citoyen canadien a le droit de demeurer au Canada, d'y entrer ou d'en sortir.

(2) Tout citoyen canadien et toute personne ayant le statut de résident permanent au Canada ont le droit : 
a) de se déplacer dans tout le pays et d'établir leur résidence dans toute province;
b) de gagner leur vie dans toute province.

(3) Les droits mentionnés au paragraphe (2) sont subordonnés :
a) aux lois et usages d'application générale en vigueur dans une province donnée, s'ils n'établissent entre les personnes aucune distinction fondée principalement sur la province de résidence antérieure ou actuelle;
b) aux lois prévoyant de justes conditions de résidence en vue de l'obtention des services sociaux publics.

(4) Les paragraphes (2) et (3) n'ont pas pour objet d'interdire les lois, programmes ou activités destinés à améliorer, dans une province, la situation d'individus défavorisés socialement ou économiquement, si le taux d'emploi dans la province est inférieur à la moyenne nationale. »

— Article 6 de la Charte canadienne des droits et libertés

## Historique
Avant l'adoption de la Charte en 1982, la liberté de circulation existait en vertu de l'article 91 de la Loi constitutionnelle de 1867 qui accordait au gouvernement fédéral la pleine compétence sur la citoyenneté. Les citoyens étaient libres de franchir les frontières provinciales et de s'établir où bon leur semblait. Seul le gouvernement fédéral pouvait imposer des restrictions à cette liberté. Ce droit « sous-jacent » fut reconnu par la Cour suprême dans l'arrêt Winner c. S.M.T. (Eastern) Ltd., (1951),.
De plus, l'article 121 de la Loi constitutionnelle de 1867 permet la libre circulation des biens et marchandises entre les provinces. Avant le rapatriement de la constitution en 1982, les gouvernements ont examiné la possibilité d'élargir cet article pour permettre la liberté de circulation pour les individus. Toutefois, aujourd'hui on considère que ces deux articles visent deux objectifs différents. L'article 121 se préoccupe de l'unité économique du Canada, tandis que l'article 6 concerne principalement la liberté de circulation des individus.
La Cour suprême a comparé l'article 6 de la Charte avec l'article 2(a) de la Déclaration canadienne des droits de 1960. Ce dernier garantit le droit à la protection contre l'exil. Toutefois, la Charte élargit ce droit pour inclure également la liberté de quitter le pays et de se déplacer à l'intérieur de ses frontières.

## Objectif
De même que les droits linguistiques garantis par la Charte (articles 16 à 23), l'article 6 a pour but de protéger l'unité canadienne. Les Canadiens francophones, qui ont été au centre des débats sur l'unité canadienne, peuvent voyager à travers tout le Canada et recevoir des services d'éducation et gouvernementaux dans leur propre langue. Ainsi, ils ne sont pas confinés au Québec (la seule province où ils sont majoritaires, ainsi que l'endroit où la majorité de la population est concentrée) ce qui aurait polarisé le pays sur des lignes régionales.
Selon la Cour suprême, dans l'arrêt Office canadien de commercialisation des œufs c. Richardson (1998), l'article 6 « émane d’un intérêt pour les droits de la personne. » Il permet l'indépendance, et donc la dignité, de l'individu. Ceci contraste avec les droits de circulation sous-jacents dans la Loi constitutionnelle de 1867. L'article 6 accorde également certains droits économiques, mais seulement en ce qui concerne la liberté de se gagner sa vie. Les protections contre la discrimination au paragraphe 6(3) montrent que la liberté de circuler « repose en grande partie sur le droit à l’égalité de traitement. » Ce droit est lié à la liberté de circuler de la Déclaration universelle des droits de l'homme, qui en vertu de l'article 2 est garanti « sans distinction aucune, notamment de race, de couleur, de sexe, de langue, de religion, d'opinion politique ou de toute autre opinion, d'origine nationale ou sociale, de fortune, de naissance ou de toute autre situation. »
Dans l'arrêt Office canadien de commercialisation des œufs c. Richardson, la juge Beverley McLachlin écrit un avis dissident, notant que l'article 6 ne vise pas qu'à protéger les droits individuels mais également à « promouvoir l’union économique des provinces », et de cette façon est relié à l'article 121 de la Loi constitutionnelle de 1867. La liberté de circuler et d'établissement est une conséquence naturelle d'une économique unifiée, bien que l'article 6, motivé par des soucis de droits, étend ces droits pour protéger contre la discrimination.
Lorsque la Charte fut négociée en 1981, le consensus était que l'article 6 n'affecterait aucunement l'extradition. Un homme politique de l'époque, M. Tassé, l'expliquait ainsi :
« Je devrais peut‑être vous signaler que nous n'interprétons pas l'article 6 comme prévoyant un droit absolu. Si un citoyen perdait le droit de rester au pays, il s'agirait d'un arrêté émis en vertu de la Loi sur l'extradition. Il se peut qu'une personne viole les lois d'un autre pays qui pourrait réclamer et obtenir son extradition. »

## Application
Certains droits dans la Charte, comme la liberté d'expression à l'article 2, sont garantis à toute personne se trouvant au Canada, même une personne morale. D'autres, comme ceux à l'article 23, visent certains citoyens seulement. La liberté d'entrer et de sortir du Canada et de se déplacer à l'intérieur de ses frontières est garantie aux citoyens, mais le droit de se déplacer à l'intérieur du Canada et de gagner sa vie dans une autre province est également garanti aux résidents permanents. Selon la Loi sur l'immigration de 1977, un résident permanent est toute personne qui a obtenu le droit d'entrer au pays, mais qui n'a pas acquis la citoyenneté canadienne. Cette définition exclut donc les personnes morales. Si la Cour suprême définissait la résidence permanente comme le seul fait de résider de façon permanente au Canada, une entreprise pourrait bénéficier de droits en vertu de l'article 6, puisqu'à des fins d'impôt sur le revenu, les entreprises sont déjà considérés comme des « résidents ». Toutefois, la Cour suprême peut ne pas vouloir procéder ainsi, à cause de la tradition voulant que les entreprises bénéficient de pleins droits uniquement dans la province où leur statut de personne juridique a été d'abord reconnue.
Le paragraphe 6(2) se réfère à la circulation d'une province à une autre. En vertu de l'article 30, ce droit peut être interprété comme la liberté de se déplacer également dans les territoires.

## Paragraphe 6(1)
Tout comme l'article 7, l'article 6 concerne toutes les lois sur l'extradition. Toutefois, le précédent établi est que même si l'extradition viole l'article 7, elle est justifiable sous l'article 1. L'extradition de Canadiens est permise légalement au Canada depuis avant la confédération ; Sir William Buell Richards l'a approuvé dans Re Burley en 1865 comme une question du droit des traités.
Dans États-Unis c. Cotroni (1989), il fut jugé que l'extradition viole le droit, garanti à l'article 6, de demeurer au Canada ; toutefois, la lutte contre les activités illégales fut reconnu comme un objectif important en vertu de l'article 1. De plus, dans Kindler c. Canada (Ministre de la Justice) (1991), il fut ajouté que le Canada ne devait pas s'attirer les criminels cherchant à échapper aux lois plus sévères des pays étrangers. Dans l'arrêt Re Federal Republic of Germany and Rauca (1983), l'extradition d'un individu tellement âgé qu'il périrait probablement en prison était une violation technique de ses droits de revenir et de demeurer au Canada, mais elle fut maintenue néanmoins ; de plus, dans États-Unis c. Burns, il fut établi que l'extradition de citoyens Canada qui pouvaient faire face à la peine de mort violait l'article 6 mais était justifiable sous l'article 1, malgré les arguments que leur citoyenneté, et ainsi leurs droits à l'article 6 contre l'exil, renforçait leurs droits garantis à l'article 7 (les demandeurs ont finalement remporté leur cause, mais plutôt grâce à l'article 7). Depuis Canada c. Schmidt (1987), c'est en effet le droit à la justice fondamentale garanti par l'article 7 qui est généralement utilisé pour évaluer la justice d'un cas d'extradition.

## Paragraphe 6(2)
L'article 6 est utilisé pour protéger le droit d'un individu de se trouver un emploi 
à l'extérieur de sa province de résidence. Spécifiquement, dans l'arrêt Skapinker (1984), il fut jugé qu'un individu n'est pas obligé de s'établir dans une autre province pour pouvoir invoquer le droit, à l'alinéa 6(2)(b), « de gagner leur vie dans toute province. »

## Paragraphes 6(3) et (4)
Le paragraphe 6(2), qui garantit la liberté des citoyens et des résidents permanents de se déplacer et de gagner leur vie dans toute province, se voit imposer plusieurs restrictions aux paragraphes (3) et (4). Le paragraphe (3) reconnaît et confirme apparemment des lois qui restreignent le droit de personnes nouvellement arrivées dans une province d'occuper certains emplois. Comme le professeur Peter Hogg l'a remarqué en 1982, lorsque l'article 6 est entré en vigueur, certaines lois maintenues par le paragraphe 6(3) pouvaient même discriminer contre un individu en se fondant sur son lieu d'origine ; cette discrimination n'est inconstitutionnelle que lorsqu'elle se fonde « principalement » sur ce motif pour supprimer les libertés du paragraphe (2). L'alinéa 6(3)(b) concerne le droit aux services sociaux, suggérant que le refus de services aux personnes nouvellement arrivées doit être « juste. »
Le paragraphe 6(3) exige donc une analyse comparative pour déterminer s'il y a discrimination. Cette analyse peut être difficile à effectuer étant donné le très grand nombre de moyens différents pour gagner sa vie, mais en général un nouvel arrivant sera comparé à ceux qui vivent dans la province depuis longtemps. Les lois et règlements qui paraissent neutres mais qui visent en fait à permettre la discrimination en pratique, ou qui ont des effets discriminatoires, sont considérés comme violant l'article 6. Il s'agit de la même approche favorisée par la Cour suprême pour les droits garantis à l'article 15 de la Charte.
Le paragraphe 6(4) fut ajouté à la Charte en novembre 1981 pour plaire au gouvernement de Terre-Neuve en lui permettant de favoriser les résidents de longue date de la province contre les nouveaux arrivants dans l'embauche dans l'industrie pétrolière. Cette restriction permettant une disparité dans l'opportunité s'applique partout où le taux de chômage dans la province est plus élevé que la moyenne du pays.

## Comparaison avec d'autres instruments de droits de la personne
Comme l'a noté la Cour suprême dans Office canadien de commercialisation des œufs c. Richardson, l'article 6 est lié à des dispositions semblables dans des déclarations de droits internationales que le Canada a ratifiées. La Déclaration universelle des droits de l'homme (1948), par exemple, stipule à l'article 13 que « toute personne a le droit de circuler librement et de choisir sa résidence à l'intérieur d'un État », et à l'article 23 que « toute personne a droit au travail, au libre choix de son travail, à des conditions équitables et satisfaisantes de travail et à la protection contre le chômage. » Plus tard, le Pacte international relatif aux droits économiques, sociaux et culturels reconnaît à l'article 6 « le droit qu'a toute personne d'obtenir la possibilité de gagner sa vie par un travail librement choisi ou accepté. »
Dans États-Unis c. Cotroni, la Cour a écrit que « l'art. 12 du Pacte international relatif aux droits civils et politiques ... ne contient aucun droit de demeurer dans son pays, bien qu'il contienne tous les autres droits énumérés au par. 6(1) et à l'al. 6(2)a) de la Charte. »

## Sources
- (en) Cet article est partiellement ou en totalité issu de l’article de Wikipédia en anglais intitulé « Section Six of the Canadian Charter of Rights and Freedoms » (voir la liste des auteurs).